# Karaś (województwo kujawsko-pomorskie)
Karaś – osada w Polsce położona w województwie kujawsko-pomorskim, w powiecie brodnickim, w gminie Zbiczno, nad północnym brzegiem jeziora Karaś.
W latach 1975–1998 miejscowość administracyjnie należała do województwa toruńskiego.